# Prefektura Euros
Euros je jedna od grčkih prefektura, dio periferije Istočna Makedonija i Trakija.

## Općine i zajednice
| Općina         | YPES kod | Sjedište (ako je različito) | Poštanski broj | Pozivni broj      |
| -------------- | -------- | --------------------------- | -------------- | ----------------- |
| Aleksandropoli | 1301     |                             | 681 00         | 25510-2 through 7 |
| Didymoteicho   | 1303     |                             | 683 00         | 25530-2           |
| Feres          | 1313     |                             | 685 00         | 25550-2           |
| Kyprinos       | 1304     |                             | 680 05         | 25560-2           |
| Metaxades      | 1305     |                             | 680 10         | 25530-3           |
| Orestiada      | 1306     |                             | 682 00         | 25520-2           |
| Orfeas         | 1307     | Lavara                      | 680 04         | 25530-3           |
| Samothrace     | 1308     |                             | 680 01         | 25510-4           |
| Soufli         | 1309     |                             | 684 00         | 25540-2           |
| Traianoupoli   | 1310     | Aristino                    | 681 00         | 25310-4           |
| Trigono        | 1311     | Dikaia                      | 680 07         | 25560-3           |
| Tychero        | 1312     |                             | 680 03         | 25540-4           |
| Vyssa          | 1302     | Nea Vyssa                   | 680 01         | 25520-7           |